# Jacques-Charles Bonnard
Pour les articles homonymes, voir Bonnard.
Jacques-Charles Bonnard est un architecte et graveur français né le 30 janvier 1765 à Paris et mort le 28 octobre 1818 à Bordeaux.
Élève de Jean-Augustin Renard à l'École des beaux-arts, il remporte le Premier Grand prix de Rome en 1788 avec Jean Jacques Tardieu pour un projet de trésor public. 
En 1815, il est élu à l'Académie des beaux-arts - Section Architecture - Fauteuil 8.

## Biographie
C'est un architecte qui a vécu à une période tourmentée, traversant la Révolution, le Consulat, l'Empire et la Restauration. Les changements de régimes politiques auront des conséquences sur la réalisation des projets qui lui ont été confiés.
Il va être chargé de restaurer le palais des Tuileries pour le rendre habitable lorsque le roi Louis XVI fut ramené de Versailles à Paris. Bonnard entreprit l'aménagement, mais les événements de 1792 suspendirent les travaux et l'architecte crut prudent d'émigrer. 
Il ne revint en France que sous l'Empire. Il succéda à Pierre-Nicolas Bénard comme architecte du ministère des Affaires étrangères. Bonnard dut faire, en 1810, le plan d'un nouvel hôtel destiné à loger les services de ce ministère. On choisit le quai d'Orsay. Mais l'Empire tomba, le gouvernement de la Restauration manqua de fonds et ce ne fut qu'en 1833 que Jacques Lacornée put commencer l'édifice projeté. 
Bonnard ne fut pas plus heureux avec son projet d'Hôtel des postes qu'il commença d'exécuter en 1811 et dut abandonner en 1812.

## Œuvres
- Villa de Feuillancourt, Saint-Germain-en-Laye, construite pour Philippe-François-Didier Usquin[1].

## Gravures

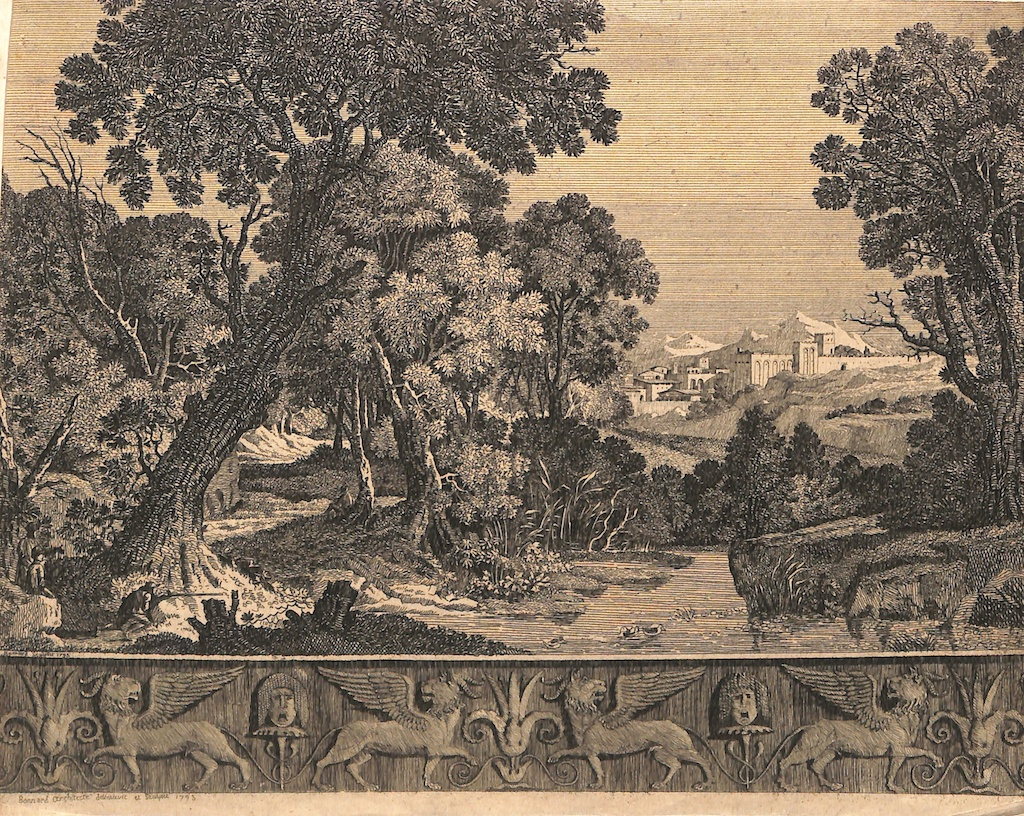
Un chasseur tir des canards au fusil au fond un paysage italien

D'après l'Inventaire du Fonds Français après 1800 Tome 3, Jacques-Charles BONNARD a gravé à l'eau-forte d'après Percier et Fontaine "Choix des plus célèbres maisons de plaisance de Rome... Mesurées et dessinées par Charles Percier et P.F.L. Fontaine", chez Didot, 1809
On lui connaît une autre eau-forte datée de 1793 représentant une chasse au fusil.